# Scottish National League (1929-1954)
La Scottish National League est la première ligue de hockey sur glace d'Écosse. Elle est fondée en 1929 par cinq équipes d'une unique patinoire située à Crossmyloof, un des quartiers sud de Glasgow. La ligue accueille graduellement de nouvelles formations pour englober plusieurs régions écossaises. Elle est suspendue durant la Seconde Guerre mondiale, mais recommence en 1946 et pour la saison 1947-48, la ligue est séparée en deux divisions qui se réunissent pour les campagnes à venir. En 1954, la ligue fusionne avec la English National League pour former la British National League.

## Palmarès
- 1929-1930 : Glasgow Mohawks
- 1930-1931 : Kelvingrove
- 1931-1932 : Glasgow Mohawks
- 1932-1933 : Bridge of Weir
- 1933-1934 : Kelvingrove
- 1934-1935 : Bridge of Weir
- 1935-1936 : Glasgow Mohawks
- 1936-1937 : Glasgow Mohawks
- 1937-1938 : Perth Panthers
- 1938-1939 : Dundee Tigers
- 1939-1940 : Dundee Tigers
- 1946-1947 : Perth Panthers
- 1947-1948 : Division est - Dundee Tigers, Division ouest - Paisley Pirates
- 1948-1949 : Fife Flyers
- 1949-1950 : Fife Flyers
- 1950-1951 : Paisley Pirates
- 1951-1952 : Ayr Raiders
- 1952-1953 : Ayr Raiders
- 1953-1954 : Paisley Pirates